# Provincia de Yámbol
La provincia de Yámbol (en búlgaro: Област Ямбол) es una provincia u óblast ubicada al sudeste de Bulgaria. Limita al norte con la provincia de Sliven; al este con la de Burgas; al sur con Turquía y al oeste con las provincias de Haskovo y Stara Zagora.

## Historia
El lema de la ciudad de Yambol es "del pasado remoto viniendo, yendo hacia el futuro". Los hallazgos arqueológicos en la zona se remontan al año 6000 antes de Cristo. El actual emplazamiento de la ciudad moderna se alza sobre el castillo del emperador romano Diocleciano, llamado Diospolis. Los sitios históricos mejor conservados, que se remontan al siglo XV, son el bazar "Bezisten" y la mezquita "Esky Djamia", que fue restaurada y sigue funcionando en la actualidad. Otros lugares de interés histórico son el túmulo prehistórico de la localidad de Drama, los restos del castillo medieval Yambol y el monasterio de la Edad Media en Voden.
En Yambol se encuentran las ruinas del antiguo asentamiento de Kabile, una reserva arqueológica nacional y un entorno natural preservado, considerado el asentamiento tracio más importante en Bulgaria. En el estudio moderno de la antigua Tracia se ha demostrado que Kabile fue el centro político, económico y religioso más importante de la zona durante el primer milenio antes de Cristo. Las investigaciones arqueológicas de la antigua ciudad que han tenido lugar en los últimos treinta años han sacado a la luz un gran número de utensilios y objetos (inscripciones en piedra, monedas, cerámica y restos de las actividades de construcción), que cubren más de un milenio de historia. La mayoría de los utensilios descubiertos ya se han publicado y utilizado como datos para estudios arqueológicos e históricos.

## Población
La provincia de Yambol tenía una población de 156.080 (156.070) según el censo funcional en 2001, de los cuales el 49,2% eran varones y el 50,8% eran mujeres. A finales de 2009, la población de la provincia, anunciada por el Instituto Nacional de Estadística búlgaro, era de 138.429 personas. Del total de habitantes, el 27% son mayores de 60 años. 

### Composición étnica
- Búlgaros: 106 884 (86.85%)
- Gitanos: 10 433 (8,48%)
- Turcos : 3 600 (2.93%)
- Indefinible y otros: 2 145 (1.74%)

### Religión
- Cristianos Ortodoxos: 137 655 (88.20%)
- Musulmanes: 3 700 (2.37%)
- Protestantes: 2 741 (1.76%)
- Cristianos católicos: 224 (0.14%)
- Otras: 916 (0.59%)
- Ateos/no creyentes: 10 834 (6.94%)

## Residentes famosos
Yambol es el lugar de nacimiento de populares artistas como George y John Papazov Popov. El inventor John Atanasoff tiene raíces familiares en el distrito, ya que su padre nació en un pueblo, Boyadjik, que está cerca de Yambol.

## Topología y recursos naturales
El río Tundja, el cuarto de su tamaño con un terraplén de tierra, que fluye a través del distrito, y los pozos de agua mineral se encuentra cerca del pueblo de Stefan Caradjovo. El territorio de la zona cubre la parte media del valle del río, la Bakadjitsi, partes del Svetiliiski, Derventski, Manastirski y tierras altas, con el accidentado relieve llano que predomina 100-150m sobre el nivel del mar. Las zonas del norte de valle Tundja se caracterizan por un clima transcontinental, mientras que las regiones del sur tienen un clima típicamente continental / mediterráneo. Las temperaturas medias anuales son de entre 12 y 12,5 °C. Las tierras agrícolas cubren el 76,9% de todo el territorio del distrito, y los bosques el 15,5% del mismo. Entre otros recursos se extrae madera de olmo, sauce, álamo y roble.

## Subdivisiones

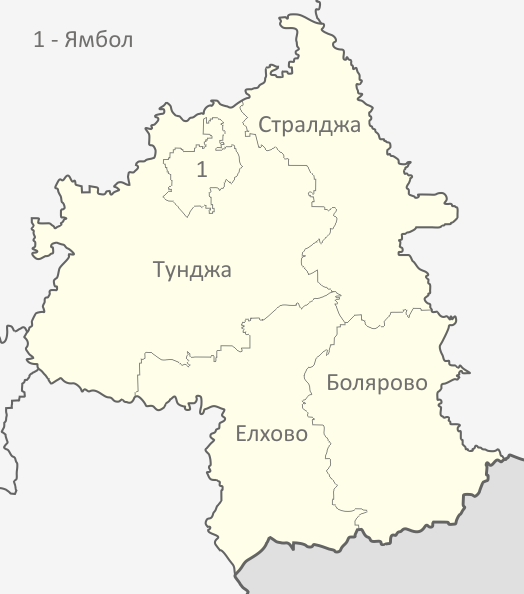
Mapa municipal de la provincia.

La provincia está integrada por cinco municipios:
- Yámbol (municipio urbano formado por la capital provincial);
- Municipio de Tundzha (municipio rural con capital en Yámbol);
- Municipio de Bolyárovo (capital: Bolyárovo);
- Municipio de Élhovo (capital: Élhovo);
- Municipio de Straldzha (capital: Straldzha).

## Principales localidades
Las localidades con más de mil habitantes en 2011 son las siguientes:
1. Yámbol, 74 132 habitantes
2. Élhovo, 10 552 habitantes
3. Straldzha, 5702 habitantes
4. Zímnitsa (Straldzha), 1804 habitantes
5. Kukórevo (Tundzha), 1550 habitantes
6. Ténevo (Tundzha), 1509 habitantes
7. Boyadzhik (Tundzha), 1375 habitantes
8. Bolyárovo, 1231 habitantes
9. Roza (Tundzha), 1226 habitantes
10. Veselínovo (Tundzha), 1174 habitantes
11. Bezmer (Tundzha), 1143 habitantes
12. Zavoy (Tundzha), 1028 habitantes